# Episodi di Der Kommissar (prima stagione)
La prima stagione della serie televisiva Der Kommissar è stata trasmessa in anteprima in Germania Ovest dalla ZDF tra il 3 gennaio 1969 e il 19 dicembre 1969.
| nº | Titolo originale                   | Titolo italiano | Prima TV Germania Ovest | Prima TV Italia |
| -- | ---------------------------------- | --------------- | ----------------------- | --------------- |
| 1  | Toter Herr im Regen                |                 | 3 gennaio 1969          |                 |
| 2  | Das Messer im Geldschrank          |                 | 17 gennaio 1969         |                 |
| 3  | Ratten der Großstadt               |                 | 31 gennaio 1969         |                 |
| 4  | Die Tote im Dornbusch              |                 | 21 febbraio 1969        |                 |
| 5  | Ein Mädchen meldet sich nicht mehr |                 | 14 marzo 1969           |                 |
| 6  | Die Pistole im Park                |                 | 21 marzo 1969           |                 |
| 7  | Keiner hörte den Schuß             |                 | 18 aprile 1969          |                 |
| 8  | Der Tod fährt 1. Klasse            |                 | 2 maggio 1969           |                 |
| 9  | Geld von toten Kassierern          |                 | 16 maggio 1969          |                 |
| 10 | Schrei vor dem Fenster             |                 | 6 giugno 1969           |                 |
| 11 | Die Schrecklichen                  |                 | 11 luglio 1969          |                 |
| 12 | Die Waggonspringer                 |                 | 7 novembre 1969         |                 |
| 13 | Auf dem Stundenplan: Mord          |                 | 28 novembre 1969        |                 |
| 14 | Das Ungeheuer                      |                 | 19 dicembre 1969        |                 |

## Toter Herr im Regen
- Diretto da:
- Scritto da:

### Trama
S'indaga sull'omicidio del cinquantenne uomo d'affari, Dr. Steiner. Tra i sospettati figurano anche i familiari della vittima. Il Commissario Herbert Keller nelle sue indagini si concentra particolarmente sul figliastro di 23 anni, Robert.
- Guest star: Alwy Becker, Charlotte Witthauer, Ursula Grabley, Rainer Penkert

## Das Messer im Geldschrank
- Diretto da:
- Scritto da:

### Trama
L'addetta alle pulizie di un night-club scopre di mattino il cadavere di una ragazza del club, accoltellata. Il Commissario Keller cerca di ottenere informazioni utili attraverso un'altra ragazza che lavora nel locale.
- Guest star: Ann Smyrner, Lukas Ammann, Wolfgang Völz, Herbert Bötticher, Michael Maien, Trude Breitschopf

## Ratten der Großstadt
- Diretto da:
- Scritto da:

### Trama
Il gestore di un'osteria malfamata, frequentata da vagabondi, alcolizzati e piccoli criminali, viene ucciso. Grabert indaga in incognito infiltrandosi nell'ambiente.
- Guest star: Horst Frank, Hilde Volk, Ilona Grübel, Gerd Baltus, Klaus Schwarzkopf, Werner Pochath, Heini Göbel, Dietrich Thoms

## Die Tote im Dornbusch
- Diretto da:
- Scritto da:

### Trama
Il cadavere di un oste di un ristorante sull'autostrada viene rinvenuto ai bordi della strada. Tra i clienti non ci sono solo ospiti di dubbia fama, ma anche numerose amicizie maschili della vittima.
- Guest star: Paul Albert Krumm, Ellen Umlauf, Jan Hendriks, Sigurd Fitzek, Arthur Brauss, Thomas Astan, Alice Treff, Walter Ladengast, Sepp Rist

## Ein Mädchen meldet sich nicht mehr
- Diretto da:
- Scritto da:

### Trama
La figlia del direttore scolastico Stein viene uccisa. Solo dopo una telefonata anonima viene individuato un primo sospetto.
- Guest star: Monika Peitsch, Til Erwig, Günther Ungeheuer, Rudolf Schündler, Eduard Linkers

## Die Pistole im Park
- Diretto da:
- Scritto da:

### Trama
Un ricco finanziere chiede al Commissario Keller la protezione della polizia dopo che qualcuno avrebbe tentato di sparargli. Il Commissario accetta con titubanza, sviluppando però interesse quando il giardiniere del manager viene ucciso. Ora però il finanziere oppone resistenza.
- Guest star: Marianne Koch, Peter van Eyck, Rose Renée Roth, Hermann Lenschau

## Keiner hörte den Schuß
- Diretto da:
- Scritto da:

### Trama
Il dipendente di una gioielleria viene ucciso in un parcheggio cittadino in pieno giorno. Ma per via del rumore di un cantiere stradale, nessuno se ne accorge. Anche le successive indagini si rivelano estremamente difficili.
- Guest star: Marianne Hoppe, Michael Hinz, Erika Pluhar, Ernst Fritz Fürbringer, Walter Rilla, Peter Fricke, Horst Sachtleben, Pattie Boyd, Amanda Lear

## Der Tod fährt 1. Klasse
- Diretto da:
- Scritto da:

### Trama
Nel treno notturno per Monaco viene trovata una ragazza morta. Ci sarebbe anche un reo confesso, che però cade continuamente in contraddizione e che quindi il Commissario Keller dubita possa essere il vero colpevole.
- Guest star: Franz Schafheitlin, Martin Lüttge, Wolfried Lier, Harry Engel, Hans Jaray, Nikolaus Paryla, Leo Bardischewski, Ursula Ludwig

## Geld von toten Kassierern
- Diretto da:
- Scritto da:

### Trama
Il Commissario indaga nel caso di un rapinatore seriale, che ha già fatto visita a diverse piccole filiali. Quando ci scappa il morto, comincia a intravedere una pista. Per la prima volta partecipa alle indagini anche Helga Lauer.
- Guest star: Siegfried Lowitz, Eva Brumby, Monika Zinnenberg, Götz Burger, Hartmut Reck, Kurt Jaggberg, Eduard Linkers, Dietrich Thoms, Wolfgang Stumpf, Martin Urtel, Barbara Bertram

## Schrei vor dem Fenster
- Diretto da:
- Scritto da:

### Trama
Il marito della cantante Irene Pauli viene ucciso con arma da fuoco: il principale indiziato è il figlio. Durante un inseguimento notturno per le vie di Monaco, al Commissario cominciano a venire dei dubbi sulla colpevolezza del ragazzo.
- Guest star: Maria Schell, Eva-Ingeborg Scholz, Veit Relin, Hans Hermann Schaufuß, Stella Mooney

## Die Schrecklichen
- Diretto da:
- Scritto da:

### Trama
Questa volta la vittima viene trovata all'Englischer Garten. Le indagini portano a un locale nel quale si trovano dei testimoni che si contraddicono tra di loro, e dei pensionati che sembrano sapere più di quanto non vogliano dare a vedere.
- Guest star: Helga Anders, Anita Höfer, Hans Schweikart, Albert Hoerrmann, Karl Hellmer, Dirk Dautzenberg, Thomas Ohrner

## Die Waggonspringer
- Diretto da:
- Scritto da:

### Trama
Viene rinvenuto un cadavere in un treno merci: la vittima apparteneva a un gruppo di persone solito a salire sui merci in movimento per derubarli.
- Guest star: Erik Schumann, Ralf Schermuly, Ulli Kinalzik, Andreas Seyferth, Rüdiger Bahr, Thomas Astan, Leo Bardischewski, Lisa Helwig

## Auf dem Stundenplan: Mord
- Diretto da:
- Scritto da:

### Trama
Il Dr. Dommel, insegnante di un istituto professionale, trova una studentessa morta nel suo studio. Siccome aveva dei sentimenti per la giovane, il professore finisce presto al centro delle indagini. Ma il Commissario Keller non si fida dei pregiudizi.
- Guest star: Thomas Holtzmann, Vadim Glowna, Renate Grosser, Eva Kinsky, Hans Quest, Herwig Walter, Hannes Gromball, Lieselotte Quilling, Sigfrit Steiner, Trude Breitschopf

## Das Ungeheuer
- Diretto da:
- Scritto da:

### Trama
Una coppia di fidanzati scopre il corpo di una ragazza in un bosco. Le indagini nel vicinato non portano altro che a pettegolezzi, accuse e intrighi. In questa cerchia però il Commissario Keller è sicuro di trovare l'assassino.
- Guest star: Volker Lechtenbrink, Claudia Golling, Paul Edwin Roth, Inge Langen, Manfred Seipold, Hannelore Elsner, Camilla Spira, Rainer Basedow, Klaus Höhne, Erne Seder, Herbert Steinmetz